# William Stokes
Pour les articles homonymes, voir Stokes.
William Stokes (1er octobre 1804 - 10 janvier 1878) est un médecin irlandais. 
John Cheyne en 1818 et William Stokes en 1854, étudient la respiration qui prendra leurs noms : la respiration de Cheyne-Stokes (RCS) qui est d'un type SACS c'est-à-dire d'apnée du sommeil.
De même sa description de pouls lents permanents en 1854 donne son nom au syndrome d'Adams-Stokes,.